# Daurové

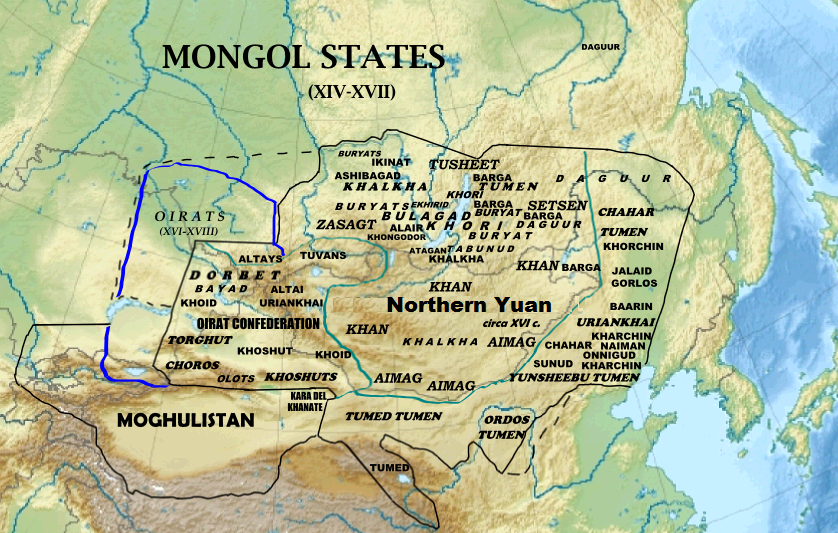
Mongolské státy v 16. století, Daurové vpravo nahoře

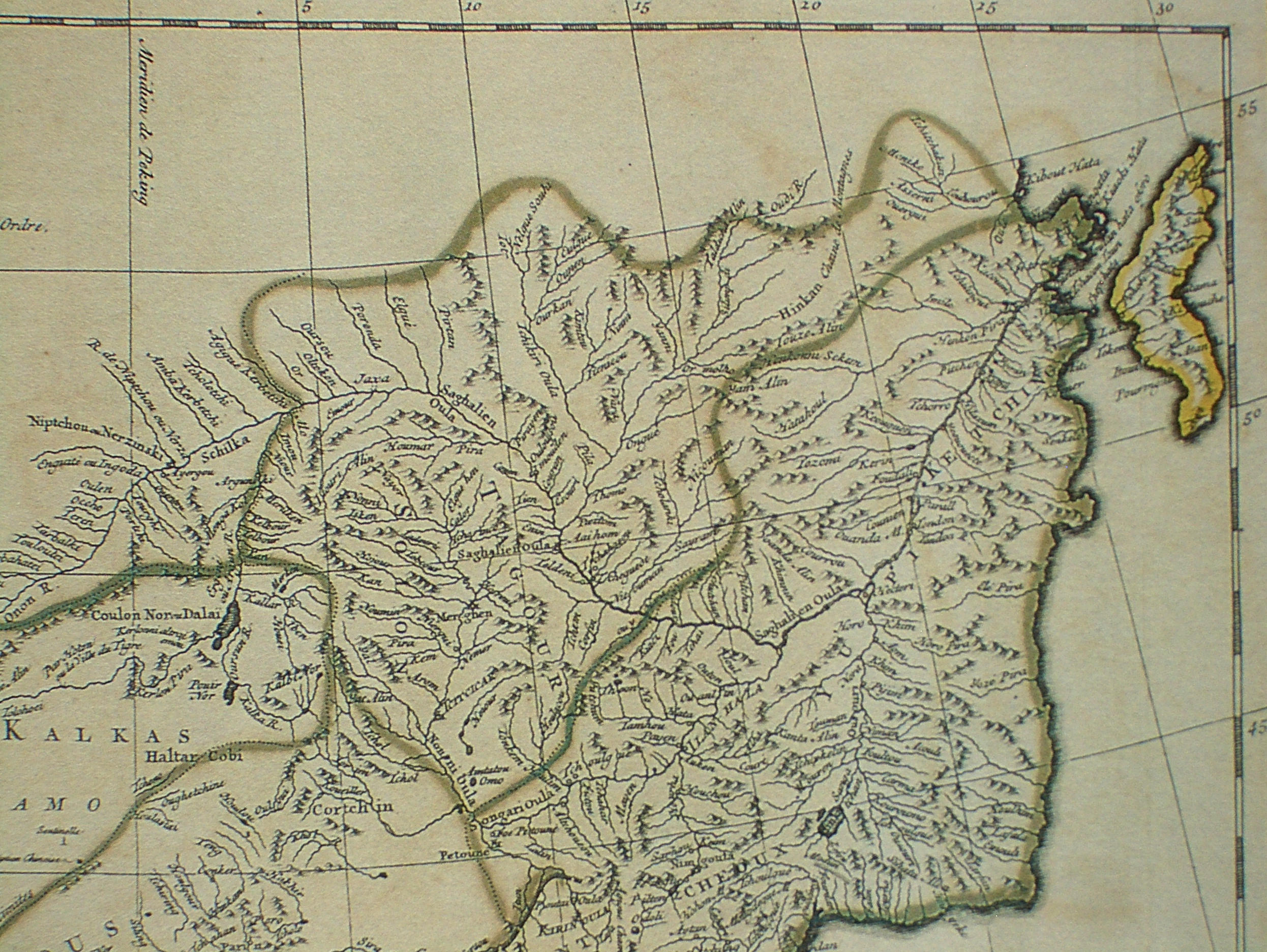
Oblasti osídlené Solony a Daury na pravém břehu Amuru, detail mapy Číny vytvořené jezuity roku 1734

Daurové, Dagurové, Dachurové (mongolsky дагуур, čínsky v českém přepisu Ta-wo-er-cu, pchin-jinem Dáwò'ěrzú, znaky zjednodušené 达斡尔族) je národ žijící v severních regionech Čínské lidové republiky, většinou ve Vnitřním Mongolsku a Chej-lung-ťiangu, menší počet též v Sin-ťiangu. jsou jedním z 56 oficiálně uznaných menšinových národů Čínské lidové republiky
Podle sčítání lidu roku 2010 jich je 131 992.

## Jazyk
Jejich jazykem je daurština, jeden z mongolských jazyků z altajské jazykové rodiny. Daurština má čtyři nářečí – butchaské, cicikarské, sinťiangské a chajlarské. Daurština nemá písmo, v minulosti byla zapisována různými způsoby, v čchingském období mandžuským písmem, ve 20. století byly vytvořeny daurské abecedy na základě cyrilice (roku 1956) a latinky (v 20. a znova v 80. letech, vycházely z pchin-jinu), neujaly se však.

## Rozšíření
Daurové z většiny žijí v Daurské autonomní korouhvi Morin Dawa na severovýchodě Vnitřního Mongolska (necelých 80 tisíc), v Daurském obvodu Mej-li-s’ v Cicikaru v provincii Chej-lung-ťiang (přes 40 tisíc). Několik tisíc jich žije v severozápadní čínské autonomní oblasti Sin-ťiang v okrese Tcha-čcheng, kam byli přesídleni čchingskou vládou.

## Historie
Genetické výzkumy ukázaly, že Daurové jsou potomky Kitanů..
Do poloviny 17. století žili Daurové v údolí řeky Šilky a na horním a středním toku Amuru včetně povodí Zeji až k Bureji. Jihovýchodně od nich na Amuru žili Gogulové a Ďučeři. Podle Daurů začali Rusové region horního a středního Poamuří nazývat daurská země, Daurie.
Ve 30. letech 17. století k Daurům pořádali nájezdy vojska mandžuské říše Čching, odpor Daurů Mandžuové zlomili roku 1640 po porážce spojených daursko-evenckých sil vedených náčelníkem Bombogorem.
Už roku 1643 se v Poamuří objevili ruští kozáci, kteří se snažili podrobit si amurské kmeny a přimět je k poddanství ruskému carovi a placení jasaku. Násilné chování kozáků (zejména Jerofeje Chabarova) vyvolalo konflikty mezi nimi a Daury, pod tlakem Rusů a podporou čchingských úřadů se Daurové stáhli na jih na řeku Non (v okolí pozdějšího Cicikaru), kde byli pod kontrolou Čchingů.